# 펠리토
펠리토(이탈리아어: Felitto)는 이탈리아 캄파니아주 살레르노도에 위치한 코무네다.